# Zhouling (köpinghuvudort i Kina, Shaanxi, lat 34,41, long 108,73)
Zhouling (kinesiska: 周陵, 周陵镇) är en köpinghuvudort i Kina. Den ligger i provinsen Shaanxi, i den nordvästra delen av landet, omkring 22 kilometer nordväst om provinshuvudstaden Xi'an. Antalet invånare är 32 550. Befolkningen består av 14 727 kvinnor och 17 823 män. Barn under 15 år utgör 13,0 %, vuxna 15-64 år 79 %, och äldre över 65 år 6,0 %.
Runt Zhouling är det tätbefolkat, med 709 invånare per kvadratkilometer. Närmaste större samhälle är Qindu, 7,3 km söder om Zhouling. Runt Zhouling är det i huvudsak tätbebyggt.
Genomsnittlig årsnederbörd är 669 millimeter. Den regnigaste månaden är september, med i genomsnitt 149 mm nederbörd, och den torraste är december, med 1 mm nederbörd.